# ホーソンM級駆逐艦
ホーソンM級駆逐艦（英語: Hawthorn M-class destroyer）は、イギリス海軍の駆逐艦の艦級。M級駆逐艦のうち、ホーソン・レスリー社の設計を採用したサブクラスである。

## 来歴
1913-4年度計画では、ウィンストン・チャーチル海軍大臣の意見により、大幅な速力向上を図ったM級駆逐艦の建造が開始された。同年度計画では、海軍本部の設計による基本型（アドミラルティM級）6隻のほか、更なる速力の増大を図って、民間造船所の自由裁量に任せた設計による特型7隻が盛り込まれていた。このうち、ホーソン・レスリー社の設計を採用したのが本級である。

## 設計
基本設計はアドミラルティ型と同様、L級の小改正型とされており、船型も同じ船首楼型である。アドミラルティ型よりもボイラーを1基増設したことで煙突は4本となり、これは外見上の特徴となった。本級は、イギリス海軍が計画的に建造した最後の4本煙突艦となった。
主機は直結タービン、2軸推進であり、機関出力を27,000馬力として、計画速力を35ノットに引き上げた。しかし実際には、オイル漏洩や機関の加熱などの不調が多発し、海上公試は両艦とも34ノットにも達しなかった。

## 装備
兵装はアドミラルティ型と同構成である。
艦砲はL級の装備を踏襲し、40口径10.2cm砲（QF 4インチ砲Mk.IV）を3門搭載した。対空兵器としては29口径37mm機銃（QF 1ポンド・ポンポン砲）が搭載され、39口径40mm機銃（QF 2ポンド・ポンポン砲）に後日換装された。
水雷兵装もL級の装備を踏襲しており、53.3cm連装魚雷発射管2基を搭載した。

## 同型艦一覧
- マンスフィールド（HMS Mansfield）
- メントー（HMS Mentor）